# Růžena Čechová
Růžena Čechová (* 7. Oktober 1861 in Vraný; † 5. Juli 1921 in Prag) war eine tschechische Schriftstellerin. Sie war die Schwester des Schriftstellers Svatopluk Čech und des Bischofs Miloš Čech.

## Leben
Růžena Čechová absolvierte ein Lehrerinstitut und arbeitete ab 1881 als Literaturlehrerin in Prag. Nach ihrer Pensionierung zu Beginn des 20. Jahrhunderts begann sie, sich dem Schreiben zu widmen. Der Schwerpunkt ihrer Arbeit liegt in der Jugendprosa, die sie mit pädagogischer Absicht verfasste und mit der sie zeigen wollte, dass auch die Armen durch Sensibilität, Bescheidenheit und Fleiß glücklich werden könnten. Sie veröffentlichte hauptsächlich in Zeitschriften und verfasste Beiträge für die Zeitschriften Dětský koutek, Dětský máj, Malý čtáněn und anderen. In ihren Werken für Erwachsene versuchte sie, Růžena Svobodová nachzuahmen und das Gefühlsleben von Frauen zu beschreiben.
Sie starb 1921 und wurde auf dem Prager Vinohrad-Friedhof beigesetzt.

## Veröffentlichungen
- Děti chudého krále (Die Kinder des armen Königs, 1906) eine Geschichte für junge Erwachsene
- V zahradě mládí (Im Garten der Jugend, 1907) eine Geschichte für junge Leute
- V paprscích touhy (In den Strahlen der Begierde, 1907) Kurzgeschichte
- Vlnami života (Wellen des Lebens, 1909) Kurzgeschichte
- Úsměvy (Lächeln, 1911) Kurzgeschichte
- Před bouří (Vor dem Sturm, 1917) Novelle
- Jejich ikony (Ihre Ikonen, 1919) Kurzgeschichte